# Cicaré Helicópteros S.A.

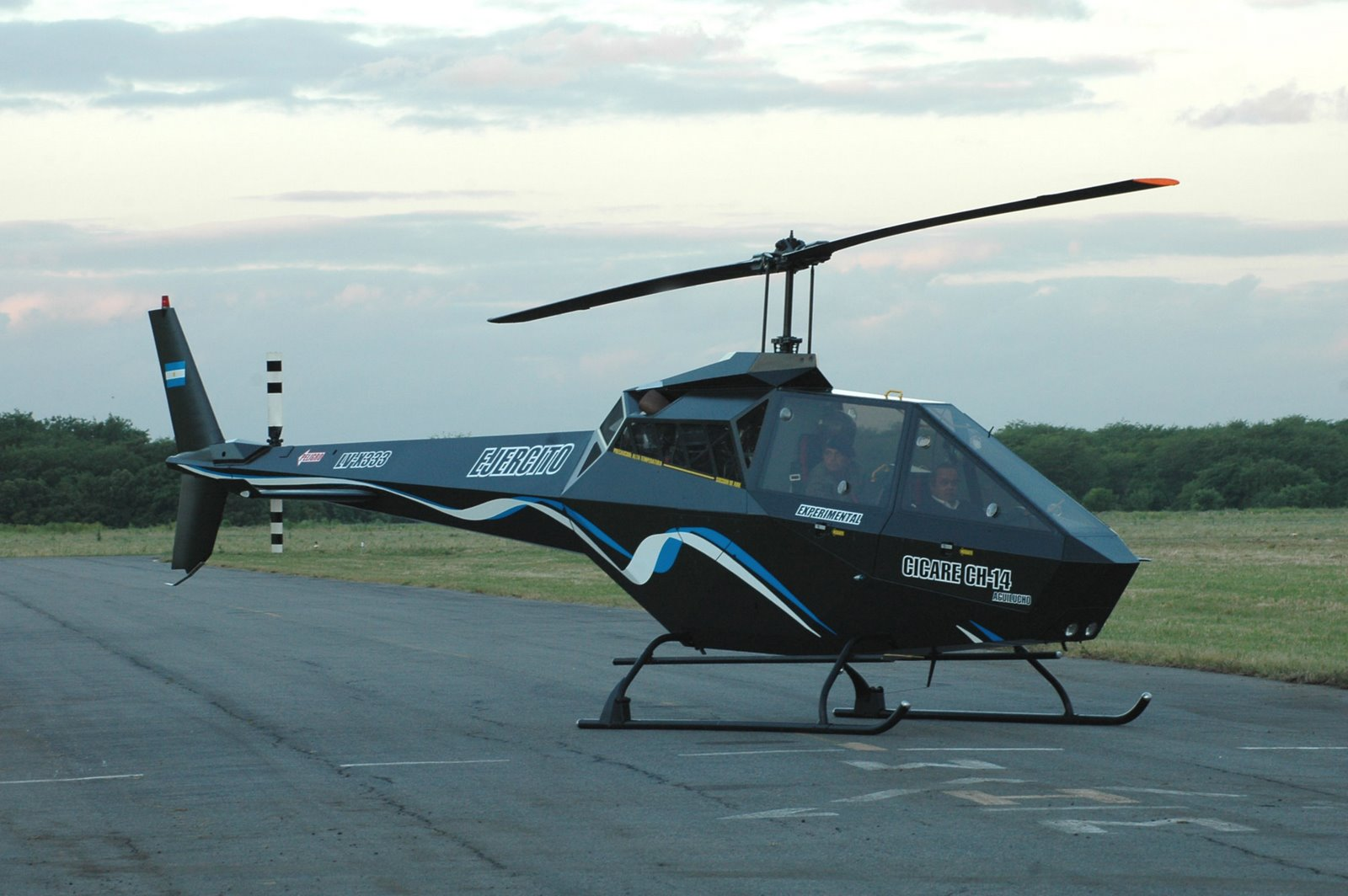
Helicóptero Cicaré CH-14.

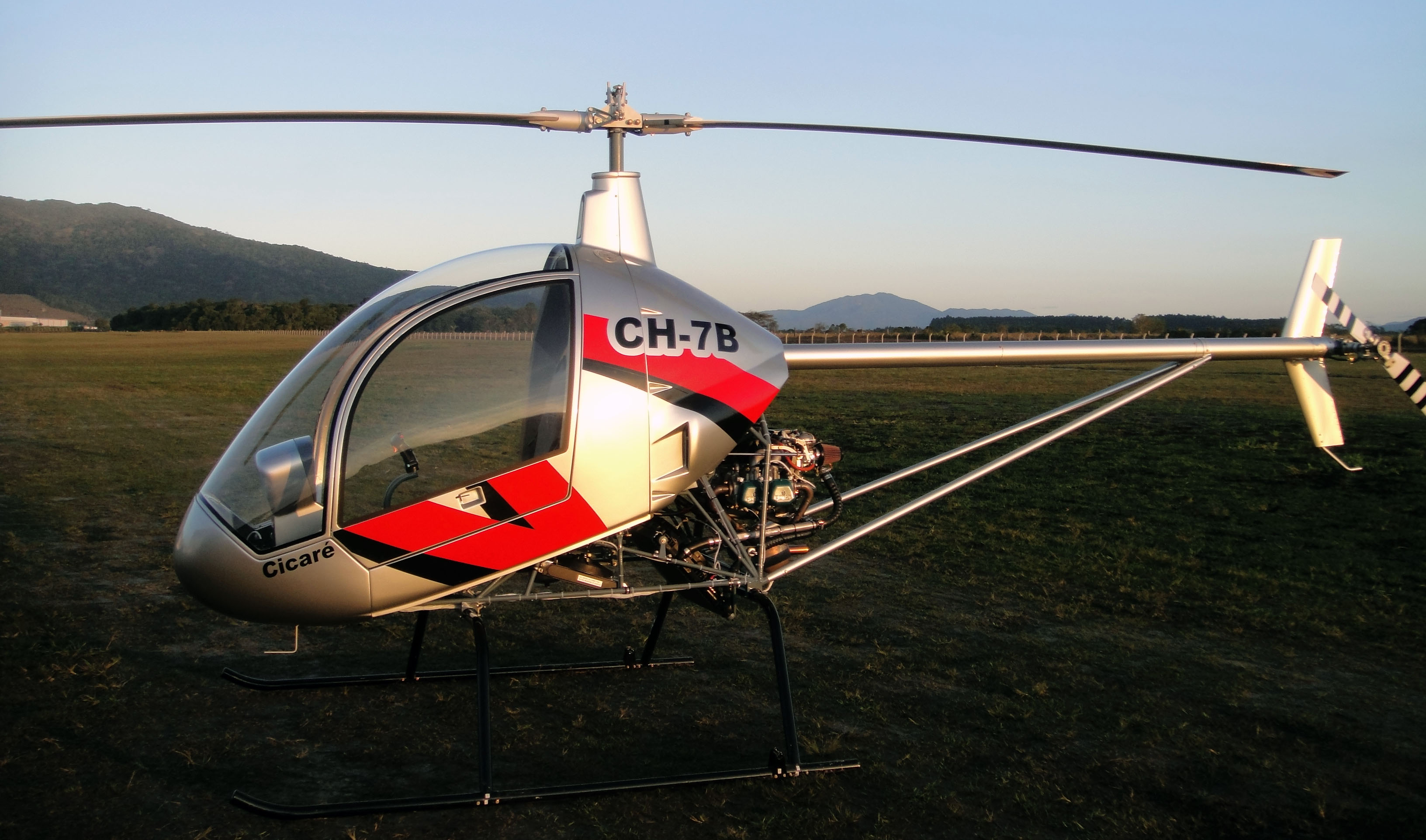
Helicóptero Cicaré CH-7B.

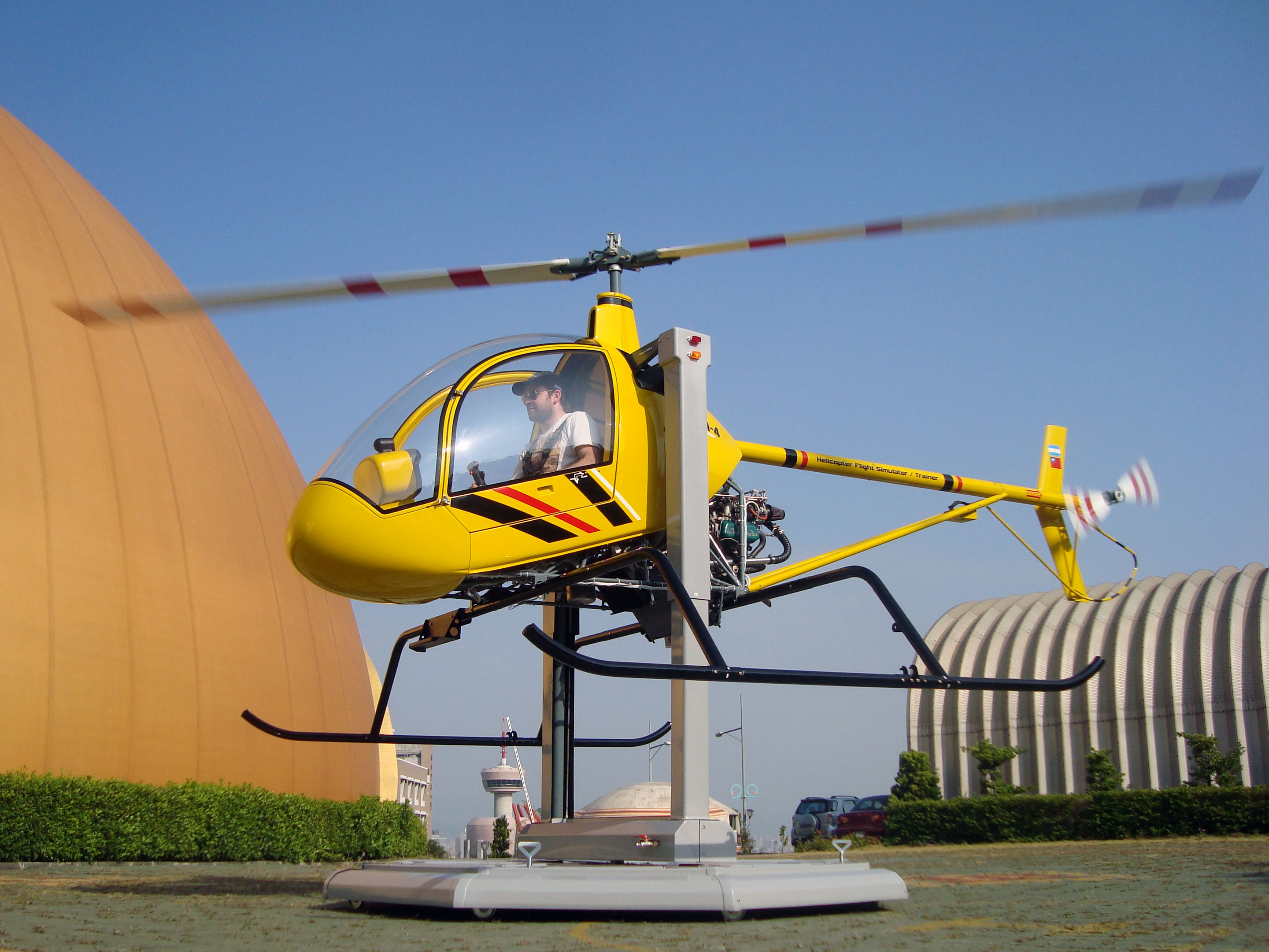
Cicaré Trainer.

Cicaré S.A. Helicópteros, originalmente Cicaré Aeronáutica SA, es una fábrica argentina de helicópteros fundada por Augusto Cicaré en 1972, en la ciudad bonaerense de Saladillo. 
Con diseño propio, construyó varios prototipos incluyendo algunos bajo contrato con la Fuerza Aérea Argentina, sin mucho éxito hasta la llegada del CH-7 un helicóptero deportivo liviano en la década de 1990. En marzo de 2007 estuvo listo el primer prototipo de Cicaré CH-14, un helicóptero liviano para el Ejército Argentino.

## Productos
Aunque Cicaré S.A. Helicópteros es una empresa dedicada principalmente a la fabricación de helicópteros, cabe destacar que también produce otras productos tales como simuladores y sistemas diésel-gas. 
En la actualidad es la única productora en Latinoamérica de helicópteros ultralivianos. Exportan a Europa, Australia, Medio Oriente, Taiwán, China y Alaska.

## Helicópteros

### Antiguos Productos
- CH-1 (1961)
- CH-2 (1964)
- CH-3 COLIBRI (1976)
- CH-4 (1982) 55 Hp
- CH-5 AG (1986) Agrícola 150 Hp
- CH-6 (1987)
- CH-7 (1991)
- CH-7 ANGEL (1991)
- CH-8 UL (1993)
- CH-9 (1995)
- CH-10 (1997) ultraliviano contrarotativo
- CH-6T (1999)
- CH-14 (2007) Defensa, motor a turbina

### Productos en Comercialización
| Modelo       | Configuración                    | Motor            | Potencia [HP] |
| ------------ | -------------------------------- | ---------------- | ------------- |
| Cicaré SVH-4 | Simulador de entrenamiento       | Rotax 912        | 100           |
| Cicaré 7B    | Monoplaza                        | Rotax 912 ULS    | 100           |
| Cicaré 7T    | Biplaza en tándem                | Rotax 914UL      | 115           |
| Cicaré 8     | Biplaza lado a lado ultraliviano | Epapower 917Ti   | 135           |
| Cicaré 12    | Biplaza lado a lado              | Lycoming HIO-360 | 180           |

### Productos en Desarrollo
- CH-11 Monoplaza contrarotante Rotax 75 HP
- RUAS-160 (Rotary Unmanned Air System) Helicóptero contrarotante no tripulado 39 HP